# Janina Bąk
Janina Bąk, właśc. Anna Bąk (ur. 1988) – polska statystyczka, blogerka, influencerka, nauczycielka akademicka, aktywistka społeczna, autorka książek, posługująca się również pseudonimem Janina Daily.

## Życiorys
Absolwentka Uniwersytetu Jagiellońskiego i University of The West of Scotland w Wielkiej Brytanii. Oprócz wykładów akademickich prowadzi również konferencje i szkolenia, podczas których porusza tematy dotyczące analizy danych, marki osobistej, a także równości i różnorodności w organizacji. 
Przez pięć lat uczyła statystyki i metodologii badań w Trinity College w Dublinie. Jest autorką bloga JaninaDaily.com. W 2018 roku w wydawnictwie Cztery Głowy ukazały się jej fiszki edukacyjne „Kiedy nie ufać statystykom?”. W 2020 roku wydała książkę popularnonaukową pt. „Statystycznie rzecz biorąc. Czyli ile trzeba zjeść czekolady, żeby dostać Nobla” (Wydawnictwo W.A.B.).
Trzykrotnie występowała na konferencji TEDx. Wygłosiła prelekcję pt. „Ile trzeba zjeść czekolady, żeby dostać Nobla?”; „Czy naukowcy są jak żony i nigdy się nie mylą?”, a także „Czy istnieje matematyczny wzór na smutek? O życiu z chorobą psychiczną”.
Wspiera prawa społeczności LGBTQ+. W 2021 roku otrzymała nagrodę Korona Równości od Kampanii Przeciw Homofobii. Na zaproszenie Ambasady Królestwa Niderlandów w Polsce wzięła udział w międzynarodowym projekcie na rzecz równości osób LGBTQ+: The Amsterdam Rainbow Dress. Angażuje się również społecznie na rzecz poprawy zdrowia psychicznego. W 2021 roku w „Wysokich Obcasach” w wywiadzie pt. „Mam 58 blizn po samookaleczeniach”, wyznała że choruje na chorobę afektywną dwubiegunową. W 2021 wygłosiła przemówienie „Choroba otyłości a zdrowie psychiczne” podczas obrad senackiego Zespołu ds. Promocji Zdrowia w Każdym Rozmiarze w Senacie RP.
Konto Janina Daily na Facebooku obserwuje ponad 124 tys. osób, a na Instagramie około 111 tys. (stan na grudzień 2024).

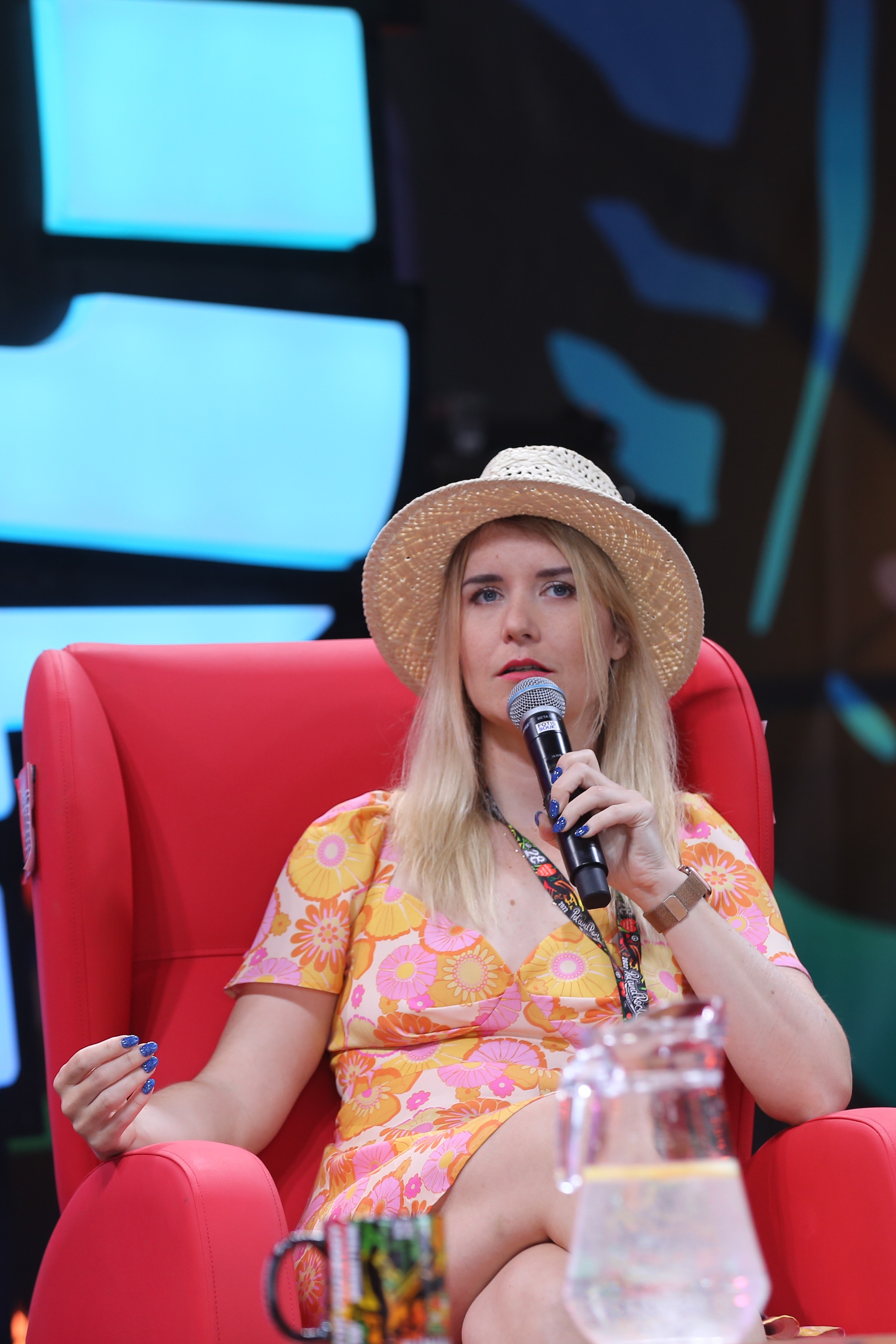
Na Pol’and’Rock Festival w 2022 r.

## Publikacje
- 2018 – „Kiedy nie ufać statystykom. Przypadki Juliusza z Bytomia”[16], wyd. Cztery Głowy
- 2020 – „Statystycznie rzecz biorąc. Czyli ile trzeba zjeść czekolady, żeby dostać Nobla”[17], wyd. Wydawnictwo W.A.B.
- 2023 – „Statystycznie rzecz biorąc 2. Czyli jak zmierzyć siłę tornada za pomocą gofra”[18], wyd. Wydawnictwo W.A.B.

## Nagrody i wyróżnienia
- 2018 – otrzymała tytuł Influencerki Roku[19]
- 2021 – zwyciężyła w Plebiscycie Korony Równości organizowanym przez Kampanię Przeciw Homofobii w kategorii „Ludzie internetu”[20]
- 2021 – zajęła 26. miejsce na liście „100 najbardziej wpływowych Polaków „Newsweeka”” czasopisma „Newsweek”[21]
- 2022 – otrzymała tytuł Influencerki Roku na gali ShEO Awards czasopisma „Wprost”[22]
- 2022 – wygrała nagrodę Ofeminin influence Awards od Ringier Axel Springer, w kategorii „The Great inspirer”[23]